# L'ebreo errante (film 1948)
L'ebreo errante è un film del 1948 diretto da Goffredo Alessandrini.

## Trama
Soggetto tratto dal romanzo omonimo di Eugène Sue, narra le vicissitudini di un ebreo, Matteo Blumenthal condannato a vagabondare per le vie del mondo, sia nello spazio che nel tempo.
Nel secondo conflitto mondiale vive a Parigi insieme ad Elena. Con l'arrivo dei tedeschi, Matteo si rifugia nella Sinagoga, dove incontra altri componenti della comunità, tra cui Ester.
Il gruppo arrestato dai tedeschi verrà deportato in un campo di concentramento, dove Matteo, innamoratosi di Ester, organizza una fuga portando con sé la ragazza.
Per evitare la ritorsione dei tedeschi che minacciano la fucilazione di cento deportati, l'ebreo errante si consegna e viene fucilato, e con la sua morte riesce ad espiare le sue colpe.

## La critica
Arturo Lanocita scrisse nel Corriere della Sera dell'8 febbraio 1949: «L'ebreo errante di Alessandrini è uno strano film. Sbanda curiosamente tra l'allegoria e il documentario, valutato in sede estetica il film è piuttosto enfatico».
La semiologa Valentina Pisanty ha scritto: «Risulta molto poco accettabile l'unico film italiano che tra il 1945 e il 1957 parla di Auschwitz, L'ebreo errante di Goffredo Alessandrini (1948), nel quale il protagonista [...] è il leggendario Ebreo Errante, cioè colui che – secondo la vulgata antigiudaica – schernì Gesù sul Golgota e fu condannato da Gesù stesso a vagare ramingo per secoli senza trovare mai pace. [...] Per tagliare corto, l'ebreo viene deportato ad Auschwitz – in versione edulcorata – dove per la prima volta conosce la pietà e viene così redento. Ciò che urta maggiormente in questo film è la chiave falsa e banalizzante con cui esso spiega (o addirittura giustifica) la Shoah, presentandola come un lavacro, quasi una punizione divina, come da stereotipo antigiudaico».